# HD144334
HD144334 — хімічно пекулярна зоря спектрального класу B8, що має видиму зоряну величину в смузі V приблизно  5,9. Вона знаходиться у сузір'ї Скорпіона й розташована на відстані близько 486,8 світлових років від Сонця.

## Фізичні характеристики
Телескоп Гіппаркос зареєстрував фотометричну змінність  даної зорі з періодом 1,49 доби в межах від  Hmin= 5,90 до  Hmax= 5,86.

## Пекулярний хімічний склад
HD144334 належить до Хімічно пекулярних зір з пониженим вмістом гелію й в її  зоряній атмосфері спостерігається нестача He у порівнянні з його вмістом в атмосфері Сонця.

## Магнітне поле
Спектр даної зорі вказує на наявність магнітного поля у її зоряній атмосфері. Напруженість повздовжної компоненти поля оціненої з аналізу крил ліній Бальмера становить  783,2± 257,7 Гаус.